# LINPACK
LINPACK is een softwarebibliotheek voor het uitvoeren van numerieke lineaire algebra op digitale computersystemen.
De software is geschreven in de programmeertaal Fortran en is ontwikkeld door Jack Dongarra, Jim Bunch, Cleve Moler en Gilbert Stewart. Het was oorspronkelijk bedoeld voor gebruik op supercomputers in de jaren 70 en 80 van de twintigste eeuw, en maakt gebruik van Basic Linear Algebra Subprograms (BLAS) voor het uitvoeren van eenvoudige vector- en matrixberekeningen.
LINPACK is in 1992 opgevolgd door LAPACK, een moderne versie van de softwarebibliotheek.